# NGC 2980
NGC 2980 je galaksija u zviježđu Sekstantu.

## Vanjske poveznice
- SEDS: NGC 2980